# Phalaropus fulicarius
Il falaropo beccolargo (Phalaropus fulicarius, Linnaeus 1758) è un uccello della famiglia degli Scolopacidae dell'ordine dei Charadriiformes.

## Caratteristiche
Il falaropo beccolargo è un uccello con un leggero dimorfismo sessuale, ma è la femmina ad avere i colori più sgargianti, non il maschio, come accade nella maggioranza dei casi. La femmina ha un piumaggio marrone-rossastro sul collo e su tutta la parte inferiore del corpo; la coda è grigia, il capo nero con due bende bianche attorno agli occhi; il dorso è nero bordato color camoscio; il becco è giallo con la punta nera, il sottoala bianco e grigio. I colori maschili sono simili ma più scialbi, in cui è il grigio a predominare.
 

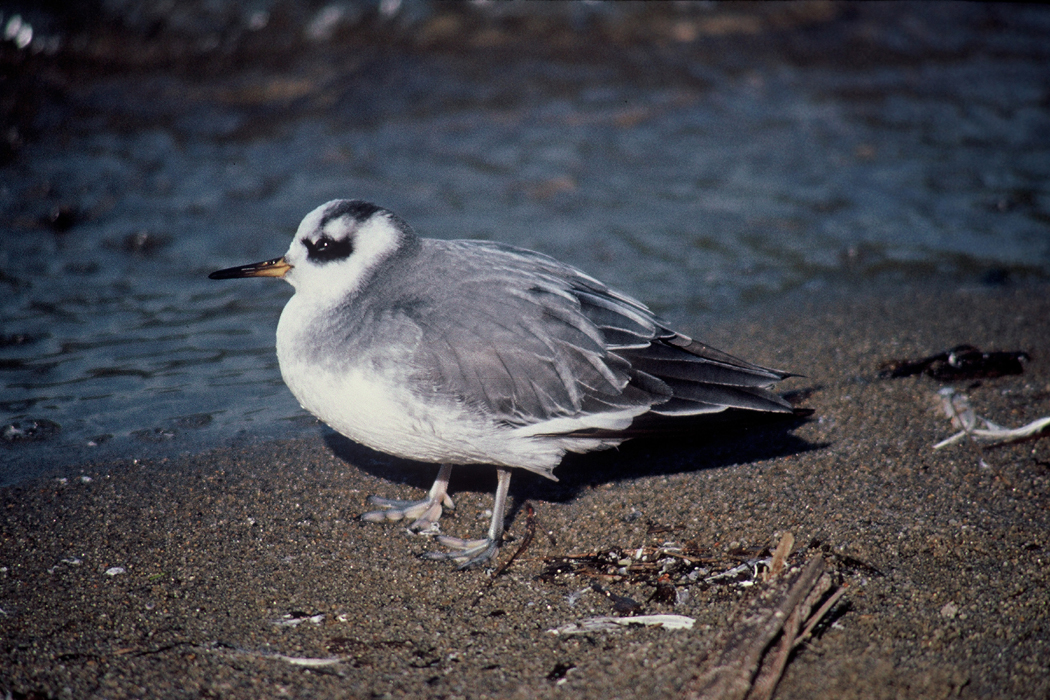
Manto invernale

Il manto invernale è più discreto: grigio superiormente e di un bianco candido inferiormente; il capo è bianco con una spruzzata di grigio in cima e una particolare virgola attorno agli occhi.
 Non è un uccello di grandi dimensioni, raggiunge al massimo i 22 centimetri, con un peso che si aggira tra i 40 e gli 80 grammi. L'apertura alare misura 37-40 centimetri.

## Distribuzione

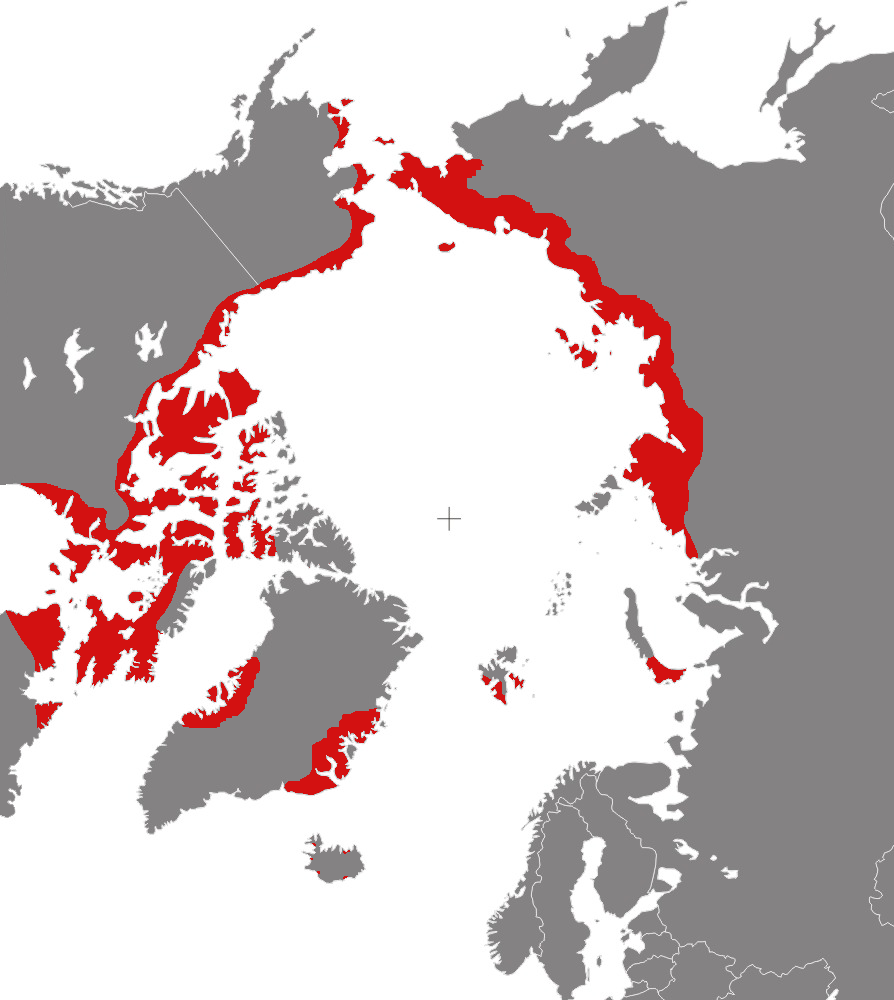
Periodo estivo

È un uccello migratore: passa l'estate nelle regioni circumpolari tra l'estremo Nord America, la Groenlandia, l'Islanda e la Russia. 

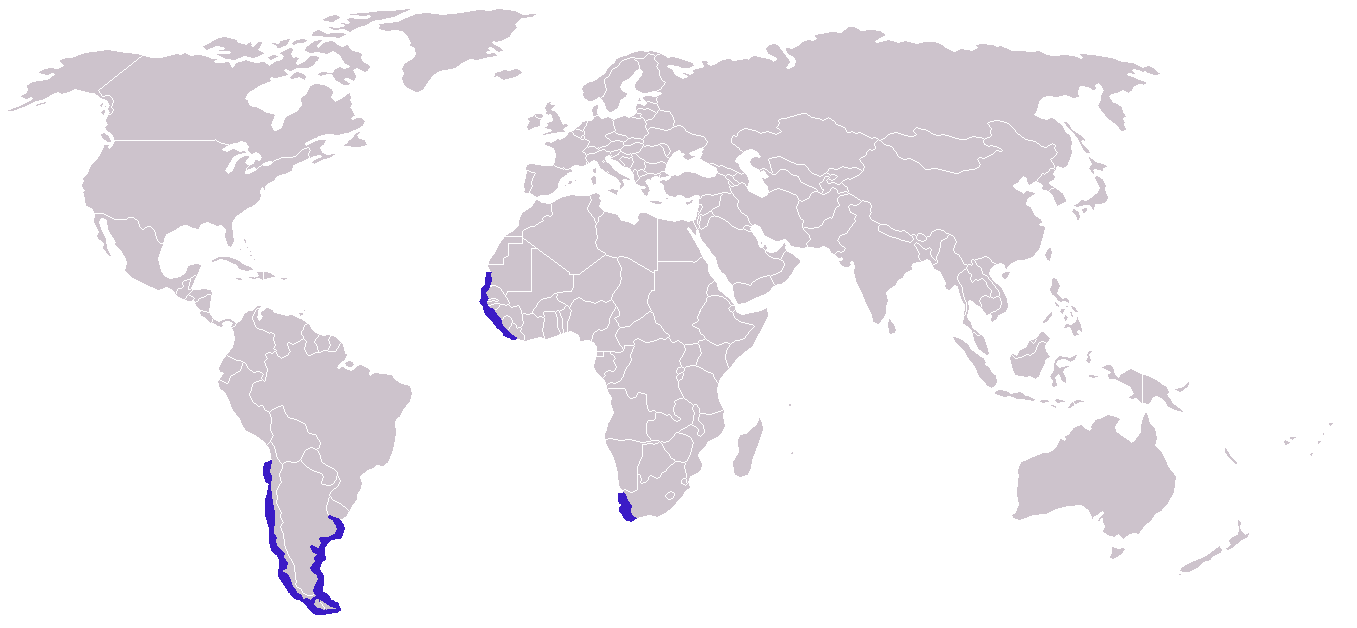
Periodo invernale

In inverno migra a sud: lo si incontra sulle coste cilene e argentine, su quelle dell'Africa occidentale, specialmente quelle della Mauritania, dell'Angola, della Namibia e del Sudafrica. Di passo lo si osserva anche nel centro Europa (in Italia è raro, con poche segnalazioni negli ultimi anni), ai Caraibi o in zone dell'Africa non costiere.

## Habitat
Il falaropo beccolargo passa la stagione estiva sul mare delle coste artiche o presso stagni fangosi della tundra artica. In inverno diventa fortemente pelagico e si allontana parecchio dalle coste, anche per lunghi periodi.

## Nutrizione e riproduzione

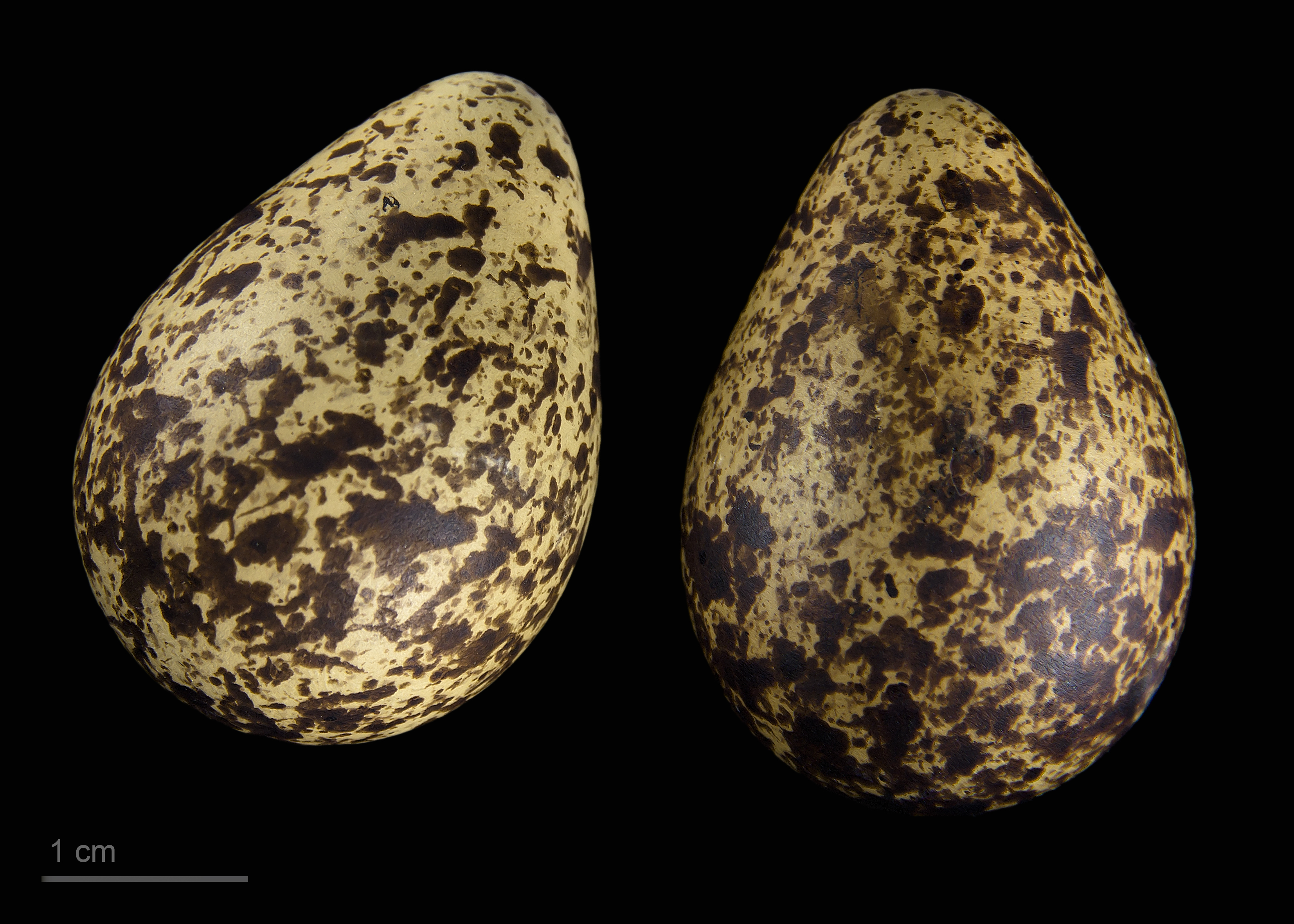
Phalaropus fulicarius

Si ciba prevalentemente di crostacei e altri piccoli animali che trova in superficie, ma all'occorrenza riesce a procurarsi il cibo con un curioso espediente: ruotando su se stesso crea dei piccoli mulinelli nell'acqua, così coloro che vi incappano vengo portati in superficie divenendo facili prede del falaropo.
 Durante il periodo riproduttivo, i classici ruoli di maschio e femmina sono quasi totalmente invertiti. È la femmina che prende l'iniziativa e si esibisce per attirare il maschio (se la popolazione maschile eccede in numero, la femmina può accoppiarsi anche con due maschi). Una volta formata la coppia, la femmina depone dalle tre alle quattro uova verdi pallide macchiate di bruno, in un nido nascosto nella vegetazione paludosa della tundra. L'incubazione dura circa 19 giorni, durante i quali è il maschio a prendersi cura delle uova. Successivamente sarà ancora il maschio a badare ai piccoli fino a completo svezzamento.